# Sauveterre (Tarn-et-Garonne)
Sauveterre ist eine französische Gemeinde mit 152 Einwohnern (Stand 1. Januar 2022) im Département Tarn-et-Garonne in der Region Okzitanien. Sie gehört zum Arrondissement Castelsarrasin und zum Kanton Pays de Serres Sud-Quercy. Nachbargemeinden sind Lendou-en-Quercy im Norden, Castelnau Montratier-Sainte Alauzie im Osten, Vazerac im Süden, Cazes-Mondenard im Südwesten und Tréjouls im Westen.

## Bevölkerungsentwicklung
| Jahr      | 1962 | 1968 | 1975 | 1982 | 1990 | 1999 | 2006 | 2015 |
| --------- | ---- | ---- | ---- | ---- | ---- | ---- | ---- | ---- |
| Einwohner | 285  | 254  | 244  | 226  | 204  | 194  | 171  | 175  |